# Regeringen Kristian Djurhuus II
Kristian Djurhuus' anden regering var Færøernes regering fra 18. december 1954 til 9. januar 1959. Den var en koalition mellem Sambandsflokkurin (SB), Fólkaflokkurin (FF) og Sjálvstýrisflokkurin (SF), ledet af Kristian Djurhuus (SB). Den fik megen kritik for sin håndtering af Klaksvíkstriden. Mitens havde da ansvaret for sundhedsanliggender, og håndterede ellers også blandt andet kultursager.
|                          | Minister          | Parti | Fra               | Til            |
| ------------------------ | ----------------- | ----- | ----------------- | -------------- |
| Lagmand                  | Kristian Djurhuus | SB    | 18. december 1954 | 9. januar 1959 |
| Vicelagmand              | Óla Jákup Jensen  | FF    | 1957              | 9. januar 1959 |
|                          | Hákun Djurhuus    | FF    | 18. december 1954 | 1957           |
| Ministerium              | Minister          | Parti | Fra               | Til            |
| Minister uden portefølje | Óla Jákup Jensen  | FF    | 1957              | 9. januar 1959 |
|                          | Hákun Djurhuus    | FF    | 18. december 1954 | 1957           |
| Minister uden portefølje | Edward Mitens     | SF    | 18. december 1954 | 9. januar 1959 |

## Eksterne links
- Færøernes lagmænd og regeringer siden 1948 Arkiveret 6. oktober 2014 hos  Wayback Machine

| Portal | Portal:Færøerne |